# Сошедшие с небес
«Соше́дшие с небе́с» — советский фильм Натальи Владимировны Трощенко по сценарию В. В. Кунина. Экранизация повести Алексея Яковлевича Каплера «Двое из двадцати миллионов».

## Сюжет
В катакомбах Аджимушкайских каменоломен держат оборону советские солдаты. Все бойцы страдают от нехватки воды, однако колодец охраняется военными вермахта и СС. Санитарка Маша из-за любви к раненому Сергею не выдержала и отправилась с ведром к колодцу; Сергей выходит с ней. Затем действие переносится в послевоенное время. Жизнь вернулась в нормальное русло, Сергей и Маша пытаются найти себя в ней, — решают бытовые проблемы, растят сына.
В конце фильма действие переносится назад, когда Сергей и Маша вышли из каменоломни к колодцу. Послевоенная жизнь Маши и Сергея — иллюзия, а в реальности молодые люди погибают. Кадры расстреливаемых Маши и Сергея перемежаются с кадрами их так и не состоявшейся мирной жизни.

## В ролях
- Александр Абдулов — Сергей
- Вера Глаголева — Маша
- Юрий Беляев — Иван Иванович, Герой Советского Союза
- Николай Иванов — Василий Кузьмич
- Елена Попова — Нюся
- Кирилл Алексеев — Вовка
- Олег Меленевский — Гриша
- Виктор Костецкий — Миша
- Константин Анисимов — молодой грузчик, приятель Сергея

## Съёмочная группа
- Режиссёр-постановщик: Наталья Трощенко
- Сценарист: Владимир Кунин
- Оператор: Александр Чечулин
- Композитор: Дина Сморгонская
- Художник: Римма Наринян
- Режиссёр: Владимир Перов